# Stade Everois Racing Club
Stade Everois Racing Club is een Belgische voetbalclub uit Evere, Brussels Hoofdstedelijk Gewest. De club is aangesloten bij de KBVB met stamnummer 9332 en heeft lichtrood en zwart als kleuren.

## Geschiedenis
De club werd gesticht in 1998, met steun van de gemeente Evere en in het bijzonder van Louise Delhaye, destijds schepen van sport. 
De club is opgericht met als eerste doel het opzetten van een jeugdschool. Het eerste seizoen werd begonnen met 1 eerste elftal en 7 jeugdteams.
Door de jaren heen groeide het aantal teams en steeg het eerste team van Vierde naar Eerste Provinciale.
In het seizoen 2023/24 eindigde Stade Everois 2e in Eerste Provinciale Waals Brabant, wat recht gaf op deelname aan de eindronde. Na drie overwinningen tegen RU Auderghem (1-4), FC Genappe (1-3) en RSC Tilffois (3-1), promoveerde Stade Everois naar de Derde Nationale afdeling.  

## Resultaten
| Seizoen | Klasse | Klasse | Klasse | Klasse | Klasse | Klasse | Klasse | Klasse | Klasse | Reeks                                                    | Punten                                                   | Opmerkingen                                              |
|         | I      | I      | II     | III    | IV     | P.I    | P.II   | P.III  | P.IV   |                                                          |                                                          |                                                          |
| ------- | ------ | ------ | ------ | ------ | ------ | ------ | ------ | ------ | ------ | -------------------------------------------------------- | -------------------------------------------------------- | -------------------------------------------------------- |
| 2005/06 |        |        |        |        |        |        |        |        | 7      | Vierde prov. Brab. G                                     | 35                                                       |                                                          |
| 2006/07 |        |        |        |        |        |        |        |        | 2      | Vierde prov. Brab. H                                     | 60                                                       | Promotie via eindronde                                   |
| 2007/08 |        |        |        |        |        |        |        | 13     |        | Derde prov. Brab. F                                      | 29                                                       |                                                          |
| 2008/09 |        |        |        |        |        |        |        | 16     |        | Derde prov. Brab. E                                      | 2                                                        | Degradatie                                               |
| 2009/10 |        |        |        |        |        |        |        |        | 10     | Vierde prov. Brab. F                                     | 34                                                       |                                                          |
| 2010/11 |        |        |        |        |        |        |        |        | 3      | Vierde prov. Brab. F                                     | 65                                                       |                                                          |
| 2011/12 |        |        |        |        |        |        |        |        | 1      | Vierde prov. Brab. F                                     | 69                                                       | Kampioen                                                 |
| 2012/13 |        |        |        |        |        |        |        | 7      |        | Derde prov. Brab. E                                      | 42                                                       |                                                          |
| 2013/14 |        |        |        |        |        |        |        | 4      |        | Derde prov. Brab. E                                      | 49                                                       |                                                          |
| 2014/15 |        |        |        |        |        |        |        | 6      |        | Derde prov. Brab. E                                      | 46                                                       |                                                          |
| 2015/16 |        |        |        |        |        |        |        | 1      |        | Derde prov. Brab. C                                      | 73                                                       | Kampioen                                                 |
|         | 1A     | 1B     | 1Am    | 2Am    | 3Am    | P.I    | P.II   | P.III  | P.IV   | Vanaf 2016-17 zijn er 3 nationale en 2 regionale niveaus | Vanaf 2016-17 zijn er 3 nationale en 2 regionale niveaus | Vanaf 2016-17 zijn er 3 nationale en 2 regionale niveaus |
| 2016/17 |        |        |        |        |        |        | 4      |        |        | Tweede prov. Brab. ACFF                                  | 54                                                       | Bijkomende stijger                                       |
| 2017/18 |        |        |        |        |        | 10     |        |        |        | Eerste prov. Brab. ACFF                                  | 33                                                       |                                                          |
| 2018/19 |        |        |        |        |        | 12     |        |        |        | Eerste prov. Brab. ACFF                                  | 35                                                       |                                                          |
| 2019/20 |        |        |        |        |        | 7      |        |        |        | Eerste prov. Brab. ACFF                                  | 33                                                       | Competitie stopgezet vanwege COVID-19-virus.             |
| 2020/21 |        |        |        |        |        | -      |        |        |        | Eerste prov. Brab. ACFF                                  | -                                                        | Seizoen geschrapt wegens de Coronacrisis                 |
| 2021/22 |        |        |        |        |        | 10     |        |        |        | Eerste prov. Brab. ACFF                                  | 34                                                       |                                                          |
| 2022/23 |        |        |        |        |        | 7      |        |        |        | Eerste prov. Brab. ACFF                                  | 43                                                       |                                                          |
| 2023/24 |        |        |        |        |        | 2      |        |        |        | Eerste prov. Brab. ACFF                                  | 71                                                       | Promotie via eindronde                                   |
| 2024/25 |        |        |        |        | 4      |        |        |        |        | Derde afdeling ACFF                                      | 46                                                       |                                                          |
| 2025/26 |        |        |        |        |        |        |        |        |        | Derde afdeling ACCF A                                    |                                                          |                                                          |

## Bekende spelers
- Yannick Carrasco (1999-2001)
- Audry Diansangu (1997-2001)
- Jessi Da Silva (2009-2014)